# Saint-André-en-Royans
Saint-André-en-Royans é uma comuna francesa na região administrativa de Auvérnia-Ródano-Alpes, no departamento de Isère. Estende-se por uma área de 10,42 km². Em 2010 a comuna tinha 330 habitantes (densidade: 31,7 hab./km²).